# Bệnh lý lâm sàng

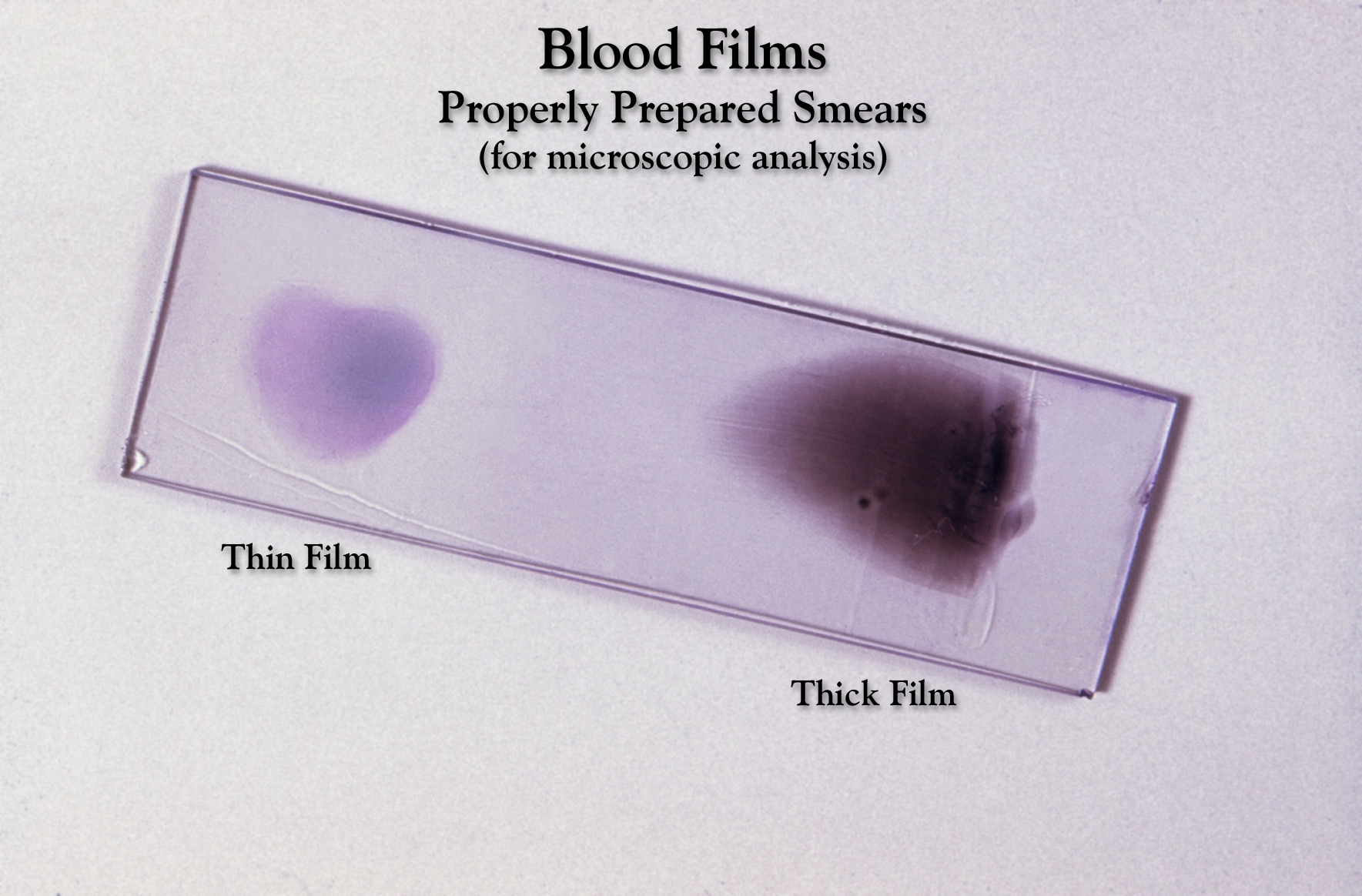
Huyết học: Vết máu trên phiến kính, nhuộm màu và sẵn sàng để được kiểm tra dưới kính hiển vi.

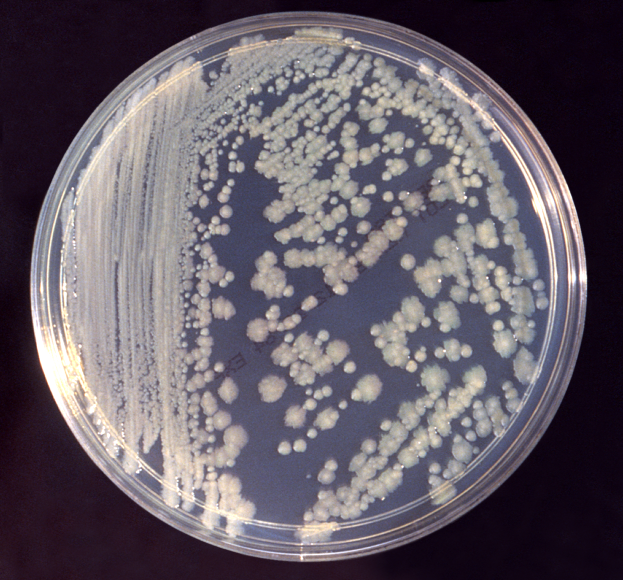
Vi khuẩn học: Tấm thạch với khuẩn lạc vi khuẩn.

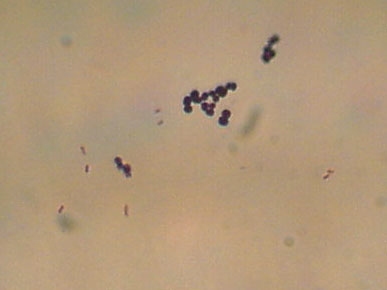
Vi khuẩn học: hình ảnh hiển vi của hỗn hợp hai loại vi khuẩn nhuộm màu Gram.

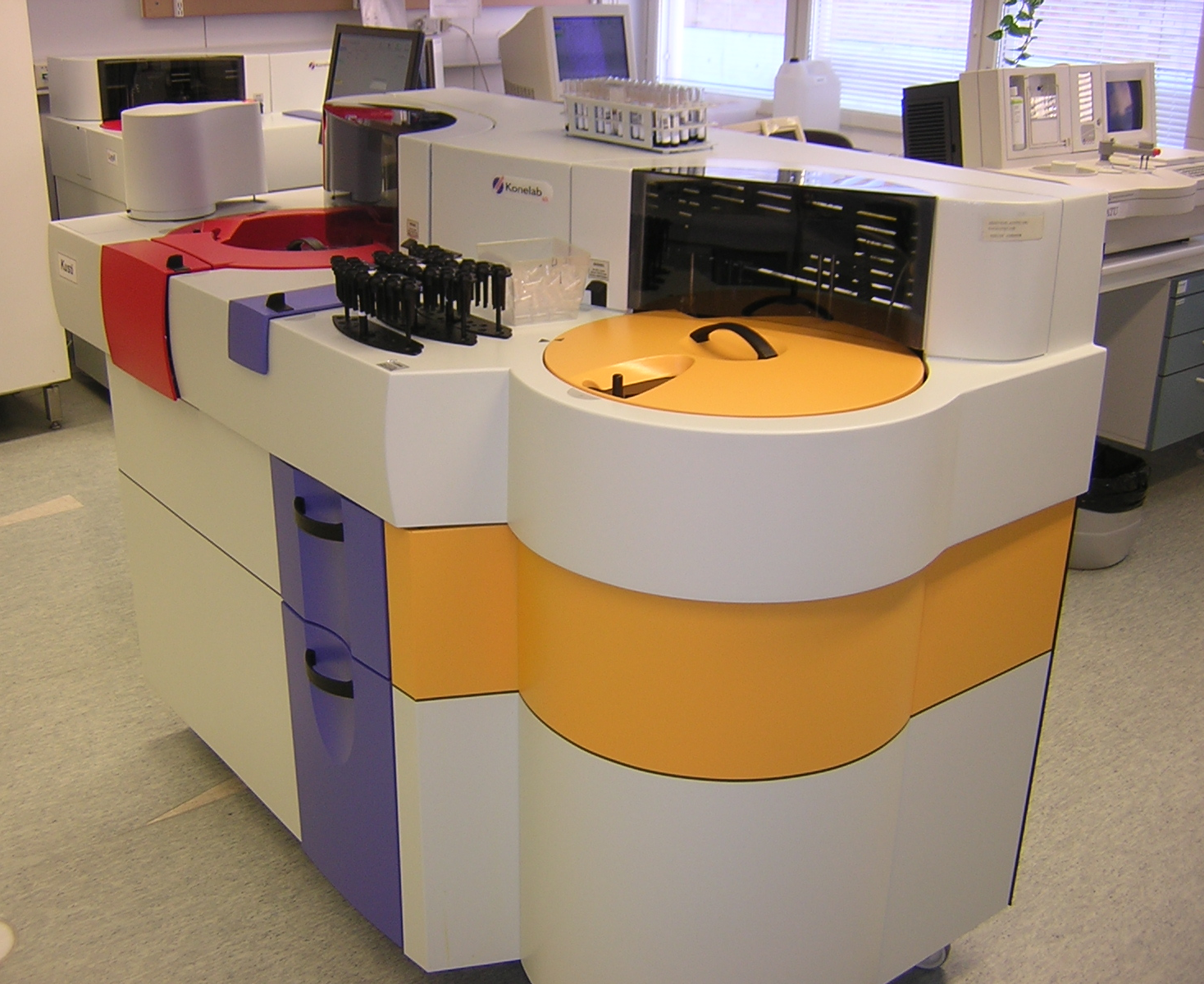
Hóa học lâm sàng: một máy phân tích hóa học máu tự động.

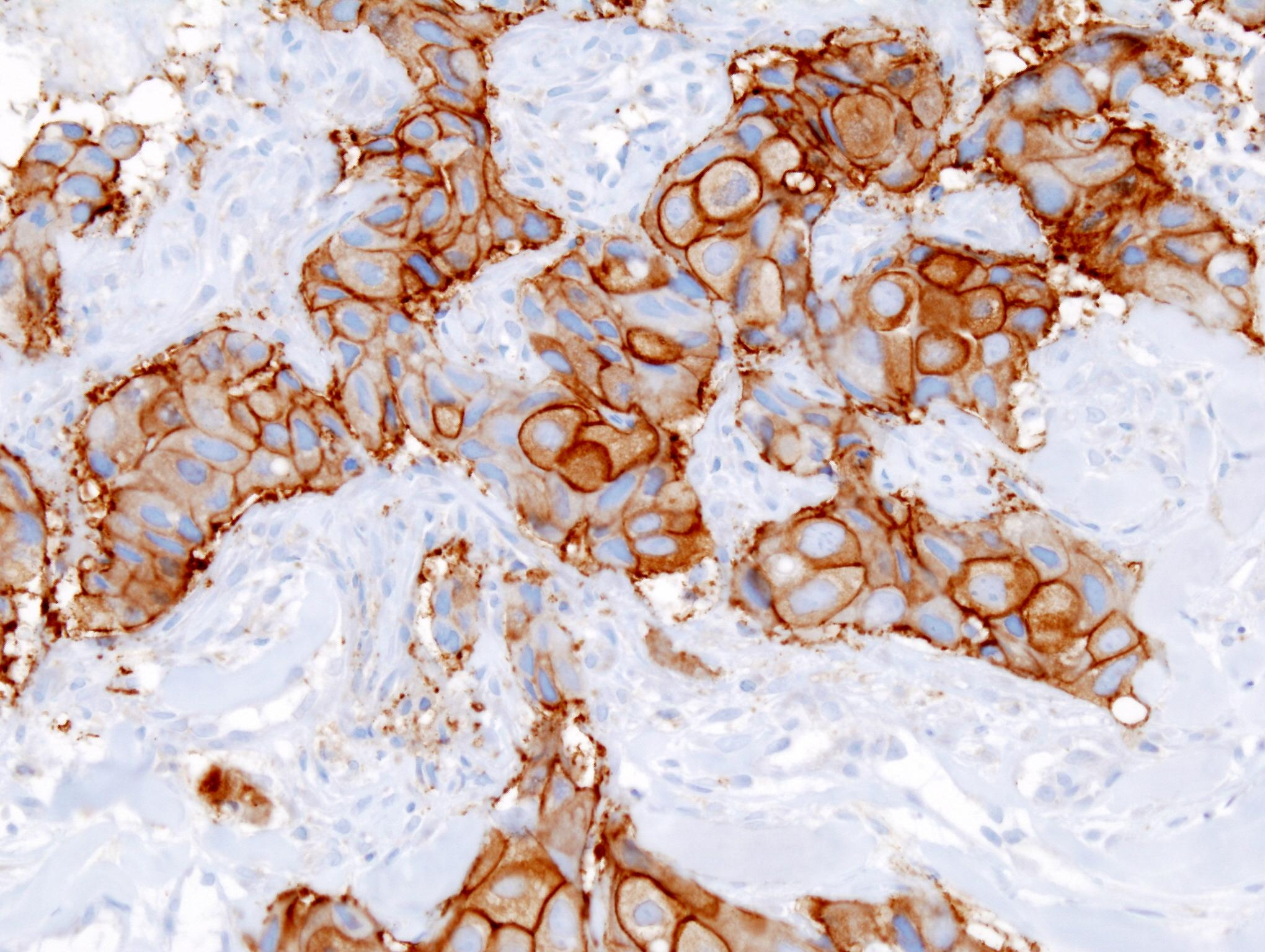
Mô bệnh học: hình ảnh hiển vi của ung thư biểu mô xâm lấn với ung thư HER2 / neu được biểu hiện quá mức nhuộm màu nâu.

Bệnh lý lâm sàng, clinical phathology (Mỹ, Anh, Ireland, Khối thịnh vượng chung, Bồ Đào Nha, Brazil, Ý, Nhật Bản, Peru), Laboratory Medicine (Áo, Đức, Romania, Ba Lan, Đông Âu), Phân tích lâm sàng (Tây Ban Nha) hoặc Sinh học lâm sàng / Sinh y học (Pháp, Bỉ, Hà Lan, Bắc và Tây Phi...), là một chuyên khoa y tế liên quan đến chẩn đoán bệnh dựa trên phân tích phòng thí nghiệm của dịch cơ thể, chẳng hạn như máu, nước tiểu và chất đồng nhất mô hoặc chiết xuất bằng cách sử dụng các công cụ hóa học, vi sinh, huyết học và bệnh lý phân tử. Chuyên khoa này yêu cầu bác sĩ nội trú.

## Cơ quan
Các nhà bệnh lý lâm sàng thường là bác sĩ y khoa. Ở một số quốc gia ở Nam Mỹ, Châu Âu, Châu Phi hoặc Châu Á, chuyên khoa này có thể được thực hiện bởi những người không phải là bác sĩ, chẳng hạn như Ph.D hoặc Pharm. D sau một số năm nội trú khác nhau.

### Ở Hoa Kỳ
Các nhà nghiên cứu bệnh học lâm sàng phối hợp chặt chẽ với các nhà khoa học lâm sàng (nhà hóa sinh lâm sàng, nhà vi trùng học lâm sàng, v.v.), kỹ thuật viên y tế, quản trị viên bệnh viện và bác sĩ giới thiệu để đảm bảo tính chính xác và sử dụng tối ưu của xét nghiệm.
Bệnh lý lâm sàng là một trong hai bộ phận chính của bệnh lý, còn lại là bệnh lý giải phẫu. Thông thường, các nhà giải phẫu bệnh thực hành cả giải phẫu bệnh lý và lâm sàng, một sự kết hợp đôi khi được gọi là bệnh lý chung. Các chuyên môn tương tự tồn tại trong bệnh lý thú y.
Bệnh lý lâm sàng được chia thành các chuyên ngành, chủ yếu là hóa học lâm sàng, huyết học lâm sàng / ngân hàng máu, huyết học và vi trùng học lâm sàng và các chuyên ngành mới nổi như chẩn đoán phân tử và protein. Nhiều lĩnh vực bệnh lý lâm sàng chồng chéo với bệnh lý giải phẫu. Cả hai có thể phục vụ như là giám đốc y tế của các phòng thí nghiệm được chứng nhận CLIA. Theo luật CLIA, chỉ có Bộ Y tế và Dịch vụ Nhân sinh Hoa Kỳ chấp thuận Hội đồng Chứng nhận Tiến sĩ., D Sc, hoặc MD và DO có thể thực hiện nhiệm vụ của Giám đốc Phòng thí nghiệm Y tế hoặc Lâm sàng. Sự chồng chéo này bao gồm các xét nghiệm miễn dịch, tế bào học dòng chảy, vi sinh học và tế bào học và bất kỳ xét nghiệm nào được thực hiện trên mô. Sự chồng chéo giữa bệnh lý giải phẫu và bệnh lý lâm sàng đang mở rộng sang chẩn đoán phân tử và proteomics khi chúng ta tiến tới việc sử dụng tốt nhất các công nghệ mới cho y học cá nhân hóa.